# Ben Avon Heights
Ben Avon Heights  è un borough degli Stati Uniti d'America, nella contea di Allegheny nello Stato della Pennsylvania. Secondo il censimento del 2000 la popolazione è di 392 abitanti.

## Società

### Evoluzione demografica
La composizione etnica vede una prevalenza della razza bianca ( 98,7%) seguita da quella afroamericana (0,3%), dati del 2000.
| borough di Ben Avon Heights Popolazione |     |
| 2000                                    | 392 |